# Azanian People’s Organisation
Die Azanian People’s Organisation (kurz AZAPO; deutsch etwa Organisation des azanianischen Volkes) ist eine politische Organisation Südafrikas. Sie beruft sich auf die philosophischen Grundsätze von Steve Biko, Onkgopotse Tiro und Vuyelwa Mashalaba, welche während des Black Consciousness Movement (BCM) (etwa: Bewegung für schwarzes Selbstbewusstsein) entstanden. Gegenwärtig ist Mosibudi Mangena Parteivorsitzender (Stand 2009).

## Parteigeschichte
Nach dem Tod des Bürgerrechtlers Steve Biko in südafrikanischer Haft gründeten drei Organisationen, die Black People’s Convention (BPC), die South African Students’ Organisation (SASO) und die Black Community Programmes (BCP) am 28. April 1978 die AZAPO. Diese gehörten zu einer Gruppe von BCM-Organisationen, die wegen ihrer Teilnahme am bewaffneten Widerstand und am Aufstand in Soweto vom 16. Juni 1976 verboten wurden. Am 12. April 1980 wurde in London das Black Consciousness Movement of Azania (BCMA) gegründet, das sich als Schwesterorganisation der AZAPO im Exil verstand und Öffentlichkeitsarbeit in verschiedenen Ländern wie Botswana, Simbabwe, dem Vereinigten Königreich, den Vereinigten Staaten, Kanada, Frankreich, Belgien und Deutschland leistete. Später nahm die BCMA auch den bewaffneten Kampf gegen das Apartheid-Regime auf und gründete einen paramilitärischen Arm, die Azanian National Liberation Army (AZANLA). Die AZANLA-Kämpfer wurden unter anderem in Libyen, Eritrea, und China ausgebildet.
Nach dem Ende der Apartheid vereinigte sich das BCMA 1994 mit der AZAPO.
In den 1980er Jahren war die AZAPO in eine blutige Auseinandersetzung mit der heute dominierenden Partei African National Congress (ANC) und innerparteiliche Fraktionskämpfe verwickelt. An den Verhandlungen zum Ende der Apartheid 1993 nahm die Partei nicht teil und lehnte auch die Teilnahme an der ersten allgemeinen Parlamentswahl 1994, an der auch die schwarze Bevölkerung erstmals teilnehmen konnte, ab. Nach Annahme der neuen südafrikanischen Verfassung von 1996 änderte sie ihre Einstellung und beteiligte sich 1999 erstmals an den Wahlen.
Seitdem versucht sich die Organisation auch als politische Partei und gewann bei der Parlamentswahl in Südafrika 2004 einen Sitz im Südafrikanischen Parlament. Diesen Sitz verteidigte sie bei der Parlamentswahl 2009, verlor ihn aber bei den Wahlen 2014, als sie nur noch 0,11 % der Stimmen erhielt.
Drei wichtige Programme der AZAPO sind
- die Stretch the Rand Campaign – zur Unterstützung von „schwarzer“ Wirtschaft
- die Defend Democracy Campaign – zur Abschaffung der Möglichkeit des Floor crossings
- die Save Mumia Abu-Jamal Campaign – zur Befreiung von Mumia Abu-Jamal, eines verurteilten US-amerikanischen Mörders und Black-Panther-Aktivisten